# Skule Torsteinsson
Skule Torsteinsson (Skúli Þórsteinsson) var en isländsk furstelovskald verksam vid 900-talets slut och 1000-talets början. I Skáldatal är han nämnd som en av jarl Erik Håkonssons hirdskalder. Skule deltog i slaget vid Svolder år 1000, och kom att bli den isländska sagaskrivningens kronvittne rörande slagets förlopp.

## Familj och släkt
Skules far var Torstein Egilsson, godordsman och hövding på gården Borg i Borgarfjorden på sydvästra Island. Modern hette Jofrid Gunnarsdotter. Skule var andra barnet i en syskonskara på tio; storebrodern Grim blev dock dräpt vid tio års ålder, varför Skule ibland nämns som den äldste.
Skule var sonson till Egil Skallagrimsson och således femte skaldegeneration från Kvällulv herse. Om även den norska ättegrenen med Eyvind skaldaspillir och Ölve hnuva medräknas blir hans skaldiska påbrå betydande. Dessutom var han kusin till Olav påfågels dotter Turid, själv skaldinna, vars mor Torgerd var den som på Egil Skallagrimssons diktamen nedtecknade Sonatorrek, den isländska skaldediktningens kanske yppersta verk. Han var även syssling till Björn hitardalskämpen.
Skule var gift med Bera Ormsdotter vars far var bror till Torvald vittfaren och sannolikt identisk med den Orm vi känner som Orm Barröskald. Han hade en son Egil, känd från Bandamannasagan, och enligt Landnamsboken (Melabók) också en dotter Geirlaug från vilken Illuge Bryndölaskald möjligen härstammade.

## Levnad
Skule föddes, enligt Egilssagans kronologi, omkring år 970. Vid 20 års ålder, omkring år 990, for han till Norge, där han sällade sig till Erik jarl, segraren från slaget vid Hjörungavåg. Det är rimligt, skriver Finnur Jónsson, att Skule följde Erik jarl till Svitjod då denne under en del av Olav Tryggvasons regering var på vikingatåg i österled. I slaget vid Svolder förde Skule befälet som stambo (stafnbúi) ombord på jarlens eget skepp Järnbården, och det är framför allt Skules vittnesmål från detta slag som ligger till grund för de isländska sagaskrivarnas berättelser härom.
Då Skules frände Gunnlaug ormstunga ca år 1001 hade förolämpat jarlen och blev dödsdömd var det tack vare Skules ingripande som han räddades till livet. Skule återvände till Island år 1003 eller 1004. 
Skules far Torstein Egilsson dog år 1015, och Skule fick då ärva godord och hövdingadöme. Själv levde Skule sannolikt in på 1040-talet, kanske ännu något längre.

## Verk

### Kväde om slaget vid Svolder
Av Skules i Skáldatal antydda kväden om Erik jarl finns ingenting kvar. Däremot återstår fyra halvstrofer och en helstrof ur ett kväde om slaget vid Svolder, som sannolikt har diktats någon gång på 1030-talet.
Anledningen till kvädets tillkomst antyds i dikten. Skule hade vid återkomsten till hemlandet gift sig. Han bör då ha varit i 35-årsåldern och hustrun var kanske 18-20 år gammal. Nu, 30 år senare, har hon tydligen tyckt att han börjat gubba till sig, och han ville med sitt kväde visa vilken man han en gång var:
| Fylgðak Frísa dolgi fekk ungr, þars spjör sungu, nú fíðr öld, at eldumk, aldrbót, ok Sigvalda, þars til móts við mœti malmþings í dyn hjalma suðr fyr Svölðar mynni sárlauk roðinn bórum. | Alla se mig nu åldras: ung jag dock, stolt besjungen, frisers fiende prisad följt, hos Sigvalde krigat! Sårlöken [svärdet] sölats svårt vid svärdstingsskötarens möte: Sunnan mot Svolders mynning sändes hjälmdånets bränning. |  |

Strofen ger oss en ungefärlig fingervisning om var Svolder låg. Med utgångspunkt från avseglingsplatsen på Sven tveskäggs Själland låg Svolder "sunnan" (i södra Östersjön) och måste ha varit en flod, eftersom slaget utkämpades "utanför Svolders mynning" (fyr Svölðar mynni). Slaget har behandlats av tre andra skalder, Halldor okristne, Hallfred vandrädaskald och Tord Kolbeinsson, men Skule var det enda ögonvittne vars vittnesbörd ännu är delvis bevarat. Skule var också, som han berättade för Hallfred vandrädaskald, den siste som såg Olav Tryggvason på Ormen Långe:
«Så säger Skule Torsteinsson, sonson till Egil på Borg, att han såg konung Olav stå upprätt i Ormens lyfting den gången Skule samman med Erik jarl trängde fram akteröver längs skeppet. Men han måste då luta sig ned, sade han, och vräka undan liken från jarlens fötter, och när Skule åter rätade upp sig, var konungen försvunnen.»
Snorre Sturlasson och de andra sagaskrivarna gissade senare att kungen kastat sig i havet och drunknat. Men kanske blev han räddad på liknande sätt som Sven Estridsson räddade sig efter slaget vid Nissan. I vilket fall som helst sägs flera vittnen ha uppgivit att de träffat kungen långt efter dennes förmodade död vid Svolder. En av dem var skalden Tord Sjåreksson. En annan var skalden Sote (Sóti skáld), som, enligt Odd munks Óláfssaga, var den vars vittnesmål startade ryktet om att kung Olav fortfarande var i livet.

### Naturlyrik
I Skáldskaparmál (26) finns en ur Skules diktning lösryckt vers som skildrar en solnedgång. Den lilla helmingen kan komma från en lausavísa, som Finnur Jónsson gissade, eller från ett nu förlorat kväde:
| Glens beðja veðr gyðju guðblíð í vé, síðan ljós kemr gott með geislum gránserks ofan mána. | Glens gudsblida hustru vadar med strålarna i sin helgedom [havet], sedan kommer från ovan den gråklädde Månes goda ljus. |  |

Glens hustru är solen (se Gylfaginning 11) som här med sina strålar vadar ut i det guldglittrande havet medan hennes broder, den bleka kvällsmånen, stiger upp på himlen. Naturlyrik är kanske inte vad man skulle ha väntat sig av Svolderslagets råbarkade stambo, men naturlyriska inslag finns också hos andra samtida − eller nästan samtida − skalder, till exempel Hovgårda-Räv.